# 一戸町
一戸町（いちのへちょう）は、岩手県北部に位置する町。二戸郡に属する。

## 地理
- 山岳：西岳
- 河川：馬淵川、二ツ石川、小友川、根反川、平糠川、小繋川、田子川、宇別川

### 人口
| |                                        |  |
| 一戸町と全国の年齢別人口分布（2005年） | 一戸町の年齢・男女別人口分布（2005年） |  |
| ■紫色 ― 一戸町 ■緑色 ― 日本全国 | ■青色 ― 男性 ■赤色 ― 女性              |  |
| 一戸町（に相当する地域）の人口の推移 \| 1970年（昭和45年） \| 23,176人 \| \| \| 1975年（昭和50年） \| 21,433人 \| \| \| 1980年（昭和55年） \| 20,861人 \| \| \| 1985年（昭和60年） \| 20,407人 \| \| \| 1990年（平成2年） \| 18,610人 \| \| \| 1995年（平成7年） \| 17,906人 \| \| \| 2000年（平成12年） \| 16,933人 \| \| \| 2005年（平成17年） \| 15,549人 \| \| \| 2010年（平成22年） \| 14,187人 \| \| \| 2015年（平成27年） \| 12,919人 \| \| \| 2020年（令和2年） \| 11,494人 \| \| |                                        |  |
| 総務省統計局 国勢調査より |                                        |  |
| 1970年（昭和45年） | 23,176人                               |  |
| 1975年（昭和50年） | 21,433人                               |  |
| 1980年（昭和55年） | 20,861人                               |  |
| 1985年（昭和60年） | 20,407人                               |  |
| 1990年（平成2年） | 18,610人                               |  |
| 1995年（平成7年） | 17,906人                               |  |
| 2000年（平成12年） | 16,933人                               |  |
| 2005年（平成17年） | 15,549人                               |  |
| 2010年（平成22年） | 14,187人                               |  |
| 2015年（平成27年） | 12,919人                               |  |
| 2020年（令和2年） | 11,494人                               |  |

平成27年国勢調査より前回調査からの人口増減をみると、8.94％減の12,919人であり、増減率は県下33市町村中24位。

## 気候
ケッペンの気候区分によると、一戸町は湿潤大陸性気候・亜寒帯湿潤気候（Dfb）に属する。12月から3月にかけて日平均気温が氷点下となり、寒さが厳しい。降雪量が多く、周辺の自治体と同様に豪雪地帯に指定されている。
冬季は、近年でも-20℃を下回る気温が観測され、2011年1月31日に-20.7℃、2012年1月28日に-20.4℃、2018年2月22日に-20.3℃を観測している。
| 奥中山（1991年 - 2020年）の気候    | 奥中山（1991年 - 2020年）の気候 | 奥中山（1991年 - 2020年）の気候 | 奥中山（1991年 - 2020年）の気候 | 奥中山（1991年 - 2020年）の気候 | 奥中山（1991年 - 2020年）の気候 | 奥中山（1991年 - 2020年）の気候 | 奥中山（1991年 - 2020年）の気候 | 奥中山（1991年 - 2020年）の気候 | 奥中山（1991年 - 2020年）の気候 | 奥中山（1991年 - 2020年）の気候 | 奥中山（1991年 - 2020年）の気候 | 奥中山（1991年 - 2020年）の気候 | 奥中山（1991年 - 2020年）の気候 |
| 月                                 | 1月                             | 2月                             | 3月                             | 4月                             | 5月                             | 6月                             | 7月                             | 8月                             | 9月                             | 10月                            | 11月                            | 12月                            | 年                              |
| ---------------------------------- | ------------------------------- | ------------------------------- | ------------------------------- | ------------------------------- | ------------------------------- | ------------------------------- | ------------------------------- | ------------------------------- | ------------------------------- | ------------------------------- | ------------------------------- | ------------------------------- | ------------------------------- |
| 最高気温記録 °C （°F）             | 10.8 (51.4)                     | 12.4 (54.3)                     | 18.2 (64.8)                     | 26.7 (80.1)                     | 31.1 (88)                       | 30.8 (87.4)                     | 33.4 (92.1)                     | 33.5 (92.3)                     | 31.5 (88.7)                     | 26.6 (79.9)                     | 20.4 (68.7)                     | 15.1 (59.2)                     | 33.5 (92.3)                     |
| 平均最高気温 °C （°F）             | −1.0 (30.2)                     | 0.1 (32.2)                      | 4.1 (39.4)                      | 11.7 (53.1)                     | 18.0 (64.4)                     | 21.5 (70.7)                     | 24.5 (76.1)                     | 25.6 (78.1)                     | 21.6 (70.9)                     | 15.4 (59.7)                     | 8.3 (46.9)                      | 1.6 (34.9)                      | 12.6 (54.7)                     |
| 日平均気温 °C （°F）               | −4.5 (23.9)                     | −3.9 (25)                       | −0.3 (31.5)                     | 6.0 (42.8)                      | 12.1 (53.8)                     | 16.1 (61)                       | 19.9 (67.8)                     | 20.9 (69.6)                     | 16.7 (62.1)                     | 10.1 (50.2)                     | 3.8 (38.8)                      | −1.9 (28.6)                     | 7.9 (46.2)                      |
| 平均最低気温 °C （°F）             | −9.6 (14.7)                     | −9.2 (15.4)                     | −5.5 (22.1)                     | 0.3 (32.5)                      | 6.1 (43)                        | 11.3 (52.3)                     | 16.2 (61.2)                     | 17.1 (62.8)                     | 12.3 (54.1)                     | 4.9 (40.8)                      | −1.0 (30.2)                     | −6.1 (21)                       | 3.1 (37.6)                      |
| 最低気温記録 °C （°F）             | −20.7 (−5.3)                    | −21.5 (−6.7)                    | −20.1 (−4.2)                    | −13.2 (8.2)                     | −4.2 (24.4)                     | −0.2 (31.6)                     | 6.3 (43.3)                      | 6.0 (42.8)                      | −0.8 (30.6)                     | −4.5 (23.9)                     | −13.1 (8.4)                     | −18.2 (−0.8)                    | −21.5 (−6.7)                    |
| 降水量 mm （inch）                 | 51.1 (2.012)                    | 44.6 (1.756)                    | 63.2 (2.488)                    | 66.0 (2.598)                    | 83.7 (3.295)                    | 105.2 (4.142)                   | 182.6 (7.189)                   | 179.0 (7.047)                   | 155.4 (6.118)                   | 117.4 (4.622)                   | 84.2 (3.315)                    | 77.0 (3.031)                    | 1,203 (47.362)                  |
| 降雪量 cm （inch）                 | 156 (61.4)                      | 134 (52.8)                      | 112 (44.1)                      | 16 (6.3)                        | 0 (0)                           | 0 (0)                           | 0 (0)                           | 0 (0)                           | 0 (0)                           | 0 (0)                           | 24 (9.4)                        | 133 (52.4)                      | 571 (224.8)                     |
| 平均降水日数 （≥1.0 mm）           | 13.1                            | 12.2                            | 12.4                            | 11.1                            | 10.9                            | 10.5                            | 12.6                            | 12.7                            | 12.5                            | 12.6                            | 14.0                            | 14.6                            | 148.0                           |
| 平均月間日照時間                   | 69.0                            | 83.5                            | 129.4                           | 169.8                           | 189.4                           | 157.1                           | 127.8                           | 142.7                           | 130.1                           | 137.7                           | 106.7                           | 69.9                            | 1,516.2                         |
| 出典1：Japan Meteorological Agency |                                 |                                 |                                 |                                 |                                 |                                 |                                 |                                 |                                 |                                 |                                 |                                 |                                 |
| 出典2：気象庁                      |                                 |                                 |                                 |                                 |                                 |                                 |                                 |                                 |                                 |                                 |                                 |                                 |                                 |

## 歴史

### 沿革
- 1889年（明治22年）4月1日 - 町村制施行にともない、一戸村[注釈 1]と高善寺村が合併し、一戸町が発足。
- 1947年（昭和22年）8月10日：昭和天皇の戦後巡幸。奥中山駅でお召し列車から下車し、徒歩で奥中山開拓農場を視察した[2]。
- 1957年（昭和32年）11月1日 - 姉帯村・小鳥谷村・鳥海村・浪打村と合併し、新制の一戸町が発足。

## 行政

### 町長
- 現在の町長：小野寺美登（1期目、任期：2025年11月17日）

#### 歴代町長

##### 昭和の合併以前
| 代 | 氏名         | 就任日                 | 退任日                     | 備考 |
| -- | ------------ | ---------------------- | -------------------------- | ---- |
| 1  | 高村喜代助   | 1889年（明治22年）5月  | 1899年（明治32年）12月     |      |
| 2  | 平井徳太郎   | 1900年（明治33年）1月  | 1901年（明治34年）10月     |      |
| 3  | 久慈善次郎   | 1901年（明治34年）11月 | 1904年（明治37年）2月      |      |
| 4  | 高村喜代助   | 1904年（明治37年）3月  | 1907年（明治40年）8月      | 再任 |
| 5  | 平井徳太郎   | 1907年（明治40年）11月 | 1909年（明治42年）12月     | 再任 |
| 6  | 金子太右衛門 | 1910年（明治43年）2月  | 1911年（明治44年）12月     |      |
| 7  | 高村喜代助   | 1912年（明治45年）1月  | 1915年（大正4年）12月      | 三任 |
| 8  | 金子茂太郎   | 1916年（大正5年）1月   | 1918年（大正7年）1月       |      |
| 9  | 平井徳太郎   | 1918年（大正7年）1月   | 1918年（大正7年）3月       | 三任 |
| 10 | 林源八郎     | 1920年（大正9年）4月   | 1924年（大正13年）4月      |      |
| 11 | 田頭嘉二郎   | 1924年（大正13年）11月 | 1935年（昭和10年）9月      |      |
| 12 | 堀口常吉     | 1936年（昭和11年）8月  | 1939年（昭和14年）2月      |      |
| 13 | 熊谷平太右門 | 1939年（昭和14年）3月  | 1946年（昭和21年）11月     |      |
| 14 | 野里秀夫     | 1942年（昭和22年）4月  | 1951年（昭和26年）9月      |      |
| 15 | 日影舘喜助   | 1951年（昭和26年）10月 | 1957年（昭和32年）10月31日 |      |

#### 昭和の合併以降
| 代 | 氏名       | 就任日                     | 退任日                     | 備考         |
| -- | ---------- | -------------------------- | -------------------------- | ------------ |
| 1  | 日影舘喜助 | 1957年（昭和32年）12月7日  | 1961年（昭和36年）12月6日  |              |
| 2  | 稲葉佐吉   | 1961年（昭和36年）12月7日  | 1973年（昭和48年）10月30日 | 元・浪打村長 |
| 3  | 中野清見   | 1973年（昭和48年）11月18日 | 1985年（昭和60年）11月17日 | 元・江刈村長 |
| 4  | 稲葉暉     | 1985年（昭和60年）11月18日 | 2017年（平成29年）11月17日 |              |
| 5  | 田中辰也   | 2017年（平成29年）11月18日 | 2021年（令和3年）11月17日  |              |
| 6  | 小野寺美登 | 2021年（令和3年）11月18日  | 現職                       |              |

## 姉妹都市・友好都市
- 姉妹都市提携などを結んでいる市町村は存在しない。

## 公的機関

### 警察
- 岩手県警察
  - 二戸警察署（二戸市金田一）
    - 一戸交番（一戸字砂森）
    - 小鳥谷駐在所（小鳥谷字野里上）
    - 中山駐在所（中山字大塚）

  - 交通機動隊一戸分駐隊（一戸字蒔前、以前は移転前の一戸交番を併設）
  - 高速道路交通警察隊一戸分駐隊（八戸道の岩手県側を管轄）
    - 高速隊基地（一戸インター料金所隣）
    - 隊員官舎（一戸字越田橋）

### 消防
- 二戸地区消防本部
  - 二戸消防署一戸分署（西法寺字関屋）

### 医療
- 岩手県立一戸病院（一戸字砂森、以前は一戸字向町に所在）

## 公共施設
主な施設を掲載。

### 国営
- 国土交通省東北地方整備局・奥中山防災ステーション（奥中山字西田子）
- 大志田ダム（平糠字大志田）

### 県営
- 岩手県立中山の園（中山字軽井沢）
- 岩手県立児童館いわてこどもの森（奥中山字西田子）

### 町営
- 町立コミュニティセンター「わわわのどぉ〜も」（一戸字砂森）
- 町立図書館（コミュニティセンターに併設）
- 町営運動公園（西法寺字稲荷）
- 町民体育館（高善寺字大川鉢）
- 町総合福祉センター（一戸字砂森）
- 町営火葬場せせらぎの丘（小鳥谷字川向）
- 町浄水場（一戸字砂森）
- 町下水処理場（楢山字平船向）

## 産業

### 郵便
郵便局
- 一戸郵便局〔集配局〕（83013）
- 奥中山郵便局〔集配局〕（83083）
- 小鳥谷郵便局（83062）
- 鳥海郵便局（83236）

簡易郵便局
- 鳥越簡易郵便局（83759）
- 小繋簡易郵便局（83760）

### 金融機関
- 岩手銀行一戸支店（一戸字向町）
- 東北銀行一戸支店（高善寺字野田）
- 盛岡信用金庫一戸支店（一戸字向町）
- 新岩手農業協同組合一戸支所（西法寺諏訪野）

## 教育

### 高等学校
- 岩手県立北桜高等学校総合校舎

### 中学校
- 一戸町立一戸中学校
- 一戸町立一戸中学校養護分校
- 一戸町立奥中山中学校

### 小学校
- 一戸町立一戸小学校
- 一戸町立一戸小学校養護分校
- 一戸町立一戸南小学校
- 一戸町立奥中山小学校

### 特別支援学校
- 岩手県立盛岡みたけ支援学校奥中山校
- 三愛学舎養護学校

## 交通

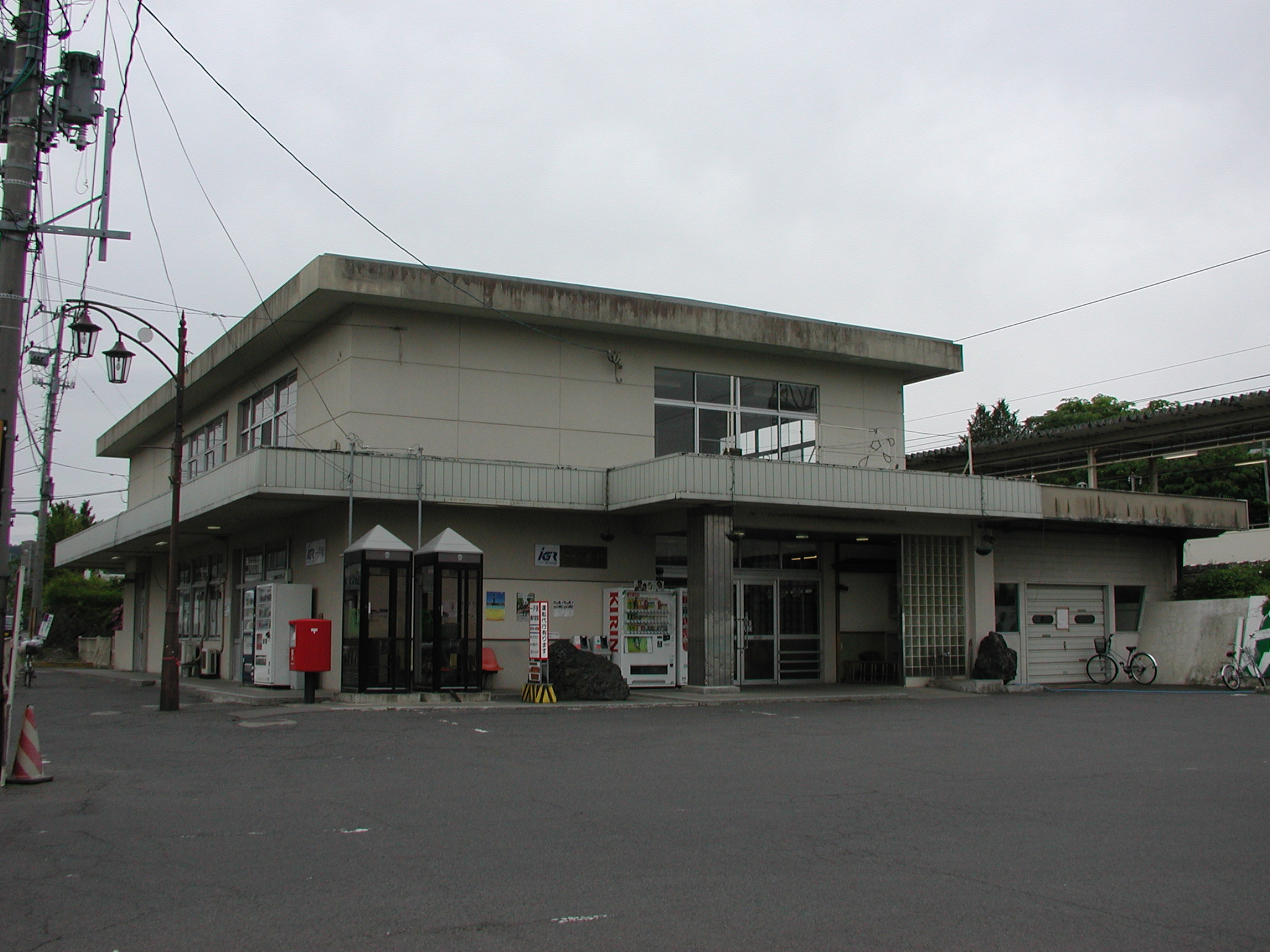
一戸駅

主要な幹線交通が一通り接続しており、インターチェンジなどは二戸市への玄関口の役割を果たす。鉄道路線のIGRいわて銀河鉄道いわて銀河鉄道線は、東北新幹線の八戸延伸を機に、JR東北本線が第三セクターによる運営に移行したものである。

### 鉄道
- IGRいわて銀河鉄道
  - いわて銀河鉄道線 ： 一戸駅 - 小鳥谷駅 - 小繋駅 - 奥中山高原駅
    - 当町から盛岡駅までの所要時間は1時間程度のため、盛岡都市圏への通勤・通学が可能である。
    - 上下共に1時間に1 - 2本のダイヤ編成となっており、ほとんどの列車は青い森鉄道線へ直通し、主に八戸駅まで運転されている。
    - 東北新幹線も当町を通過するが、当町内は長大な岩手一戸トンネルにより貫かれており当町内に新幹線駅はなく、新幹線を利用する場合は二戸駅またはいわて沼宮内駅となる。小繋地区には、車両トラブルや停電などにより新幹線車両がトンネル内で立ち往生した場合に備え、斜坑を利用して地上へ出られる避難路が設けられている。
    - 一戸駅から二戸駅までは、他の交通機関を利用する人も多い（二戸駅西口にはパーク&ライド用無料駐車場がある）。

### バス

#### 一般路線
一般路線バスはかつてはほとんどが一戸駅前発着だったが、「イコオショッピングセンター」オープン後は多くの便がイコオ前発着もしくは経由するルートとなっている。さらに後述の「いくべ号」設定に伴い、一部路線は重複しない朝夕のみの運行となっている。
岩手県北バスはバスカード利用可（県北バス以外の他社発行カードは利用不可。さらに県北バス発行カードの他社路線利用も不可）。JRバスはバスカード非対応で支払いは現金・回数券・定期券のみで可。
- ジェイアールバス東北
  - 二戸 - 一戸 - 葛巻線（二戸駅東口発着、一戸駅前・小鳥谷駅前・岩手県道15号一戸葛巻線経由。葛巻町中心部の葛巻駅で盛岡-久慈線「白樺号」に接続）

- 岩手県北自動車
  - 一戸営業所（一戸町内路線の中には入出庫を兼ねて一戸営業所発着となる便もあり）
    - 出ル町線（出ル町行き。運動公園経由と茂谷山経由の2系統運行）
    - 二戸線（二戸駅東口行き）
    - 楢山・九戸線（九戸行き、来田温泉止まりの便もあり。九戸行きは伊保内支所との共同運行）
    - 女鹿線（女鹿新田経由上小友行き）
    - 姉帯・面岸線（上面岸行き）
    - 奥中山線（奥中山高原駅前・奥中山高原温泉経由いわて子どもの森行き）

  - 八幡平営業所沼宮内支所（旧・沼宮内営業所）

以前は南部バス（一戸線）も乗り入れていたが、利用客減少のため2008年（平成20年）3月31日をもって廃止された。

#### デマンド交通
- 一戸町デマンド交通「いくべ号」
  - 2009年（平成21年）4月より運行開始、地元のバス・タクシー事業者が分担して町より受託している。
  - 日中時間帯のみの設定で、県北バス路線の一部は同時間帯の運行を行わない。

### タクシー
- 一戸タクシー
- 一戸観光タクシー（I・Kタクシー）
- 丸由タクシー
- 中山タクシー

### 道路

#### 高速自動車国道
- E4A 八戸自動車道
  - 一戸IC
    - 当町から盛岡市への移動に際しては、八幡平市安代経由で遠回りになるため使われづらい。
    - 一戸ICは（東京方面から見て）高速道路・国道4号双方が直接繋がる最後のインターとなる。

#### 一般国道
- 国道4号（小鳥谷バイパス、一戸バイパス、二戸バイパス）
  - IGR線を跨ぐ中山跨線橋付近が国道4号の最高地点である（標高458m）。
  - 当町内を含む岩手町（盛岡市との境界）から青森県境までの区間は、国土交通省二戸国道維持出張所の管轄。奥中山地区には道路維持管理の拠点となる「防災ステーション」が設置されており、道路パトロールをはじめ冬期間における除排雪・凍結防止剤散布などを24時間体制で行っている。さらに天候が変わりやすく、冬期は路面が凍結しやすい中山跨線橋付近・小繋跨線橋付近・笹目子トンネル付近の3か所には、路面状況を監視する定点カメラが設置されており、その映像は沿道の道の駅や岩手河川国道事務所サイトで閲覧可能となっている。

#### 県道

##### 主要地方道
- 岩手県道5号一戸山形線（九戸村との境にある小倉トンネルは幅員狭小）
- 岩手県道6号二戸五日市線
- 岩手県道15号一戸葛巻線
- 岩手県道30号葛巻日影線（葛巻町内の黒森峠は車両通り抜け不可となっており、当線経由で葛巻町中心部へ行く場合は周辺の町道へ迂回。なお、路線バスは吉ヶ沢で折り返し。）

##### 一般県道
- 岩手県道101号小鳥谷停車場線
- 岩手県道203号奥中山停車場線
- 岩手県道210号一戸浄法寺線
- 岩手県道271号姉帯戸田線（九戸村との境にある峠は幅員狭小で急勾配・急カーブが連続するため車両通行困難。路線バスは上面岸で折り返し。）
- 岩手県道274号二戸一戸線（旧・国道4号）

#### 自動車のナンバープレート
ナンバー地名表記は「岩手」となる。

### 空港
町内からの利用は主に花巻空港か三沢空港となる。

## 名所・旧跡・祭事等

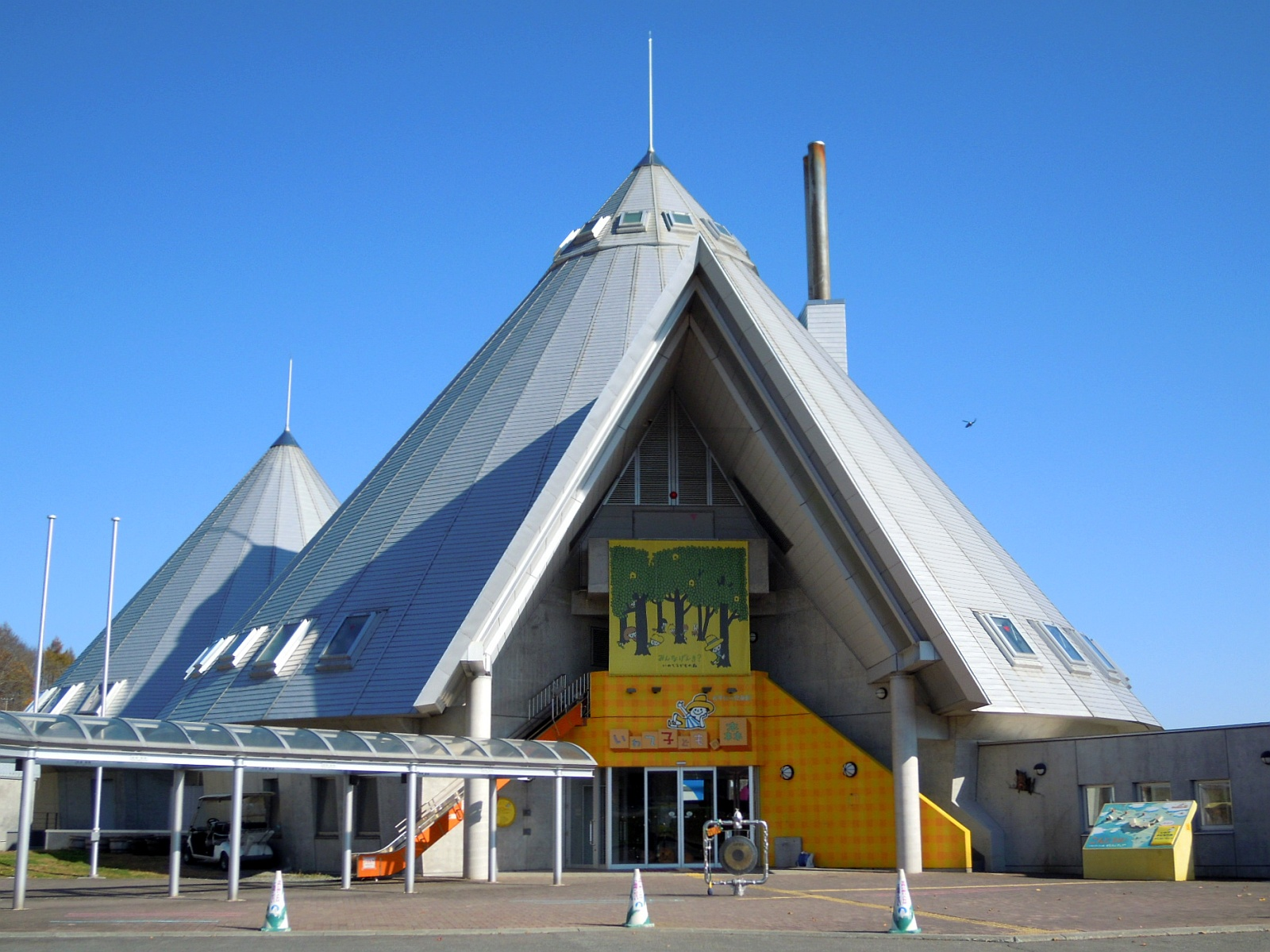
いわて子どもの森

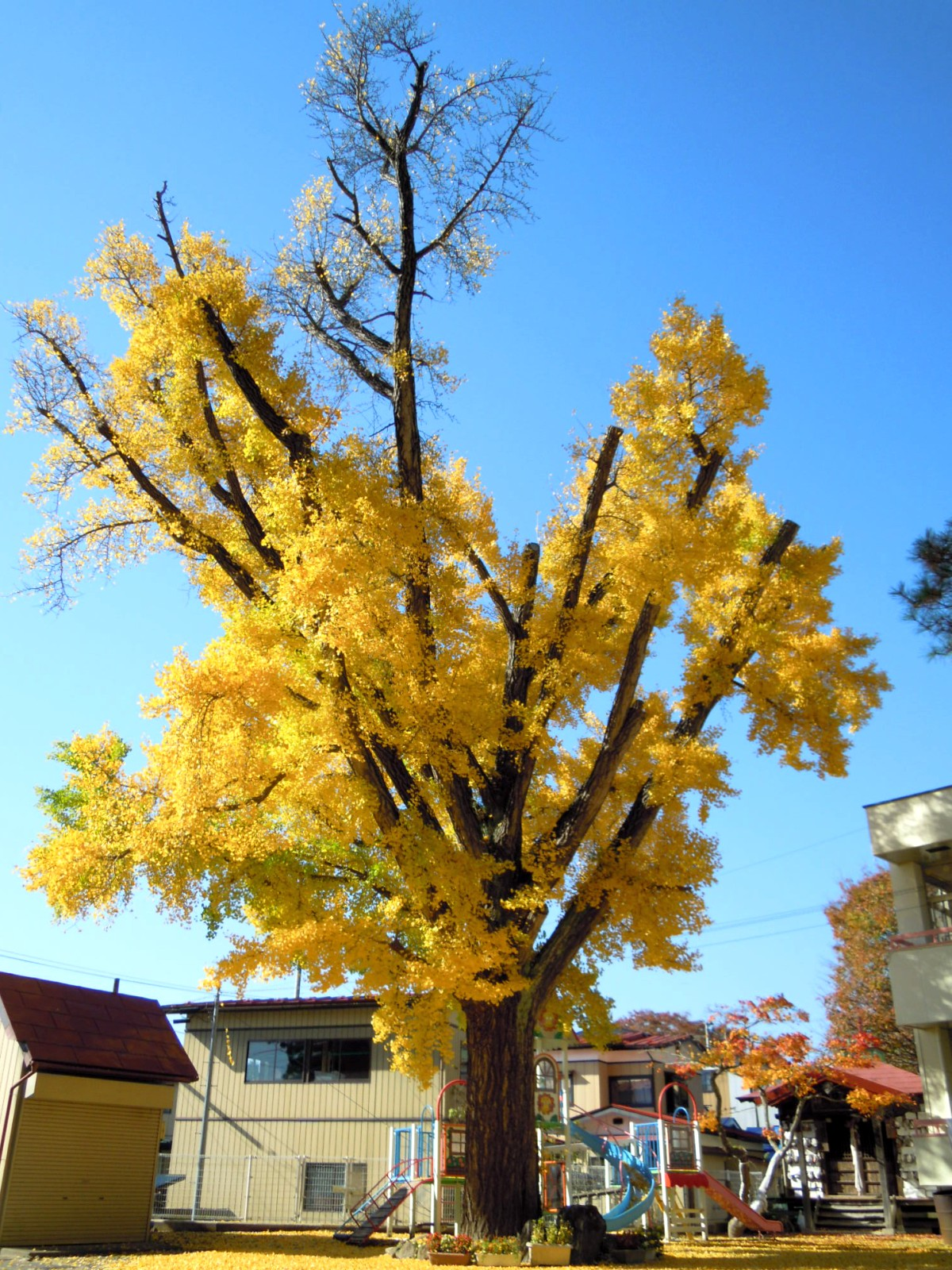
実相寺のイチョウ

### 名所・旧跡
- 世界遺産
  - 御所野遺跡（北海道・北東北の縄文遺跡群）
- 国の特別天然記念物
  - 根反の大珪化木
- 国の天然記念物
  - 姉帯・小鳥谷・根反の珪化木地帯
  - 浪打峠の交叉層
  - 藤島のフジ
  - 実相寺のイチョウ
  - 平糠のイヌブナ自然林
- その他
  - 奥州街道（国の史跡）
  - 鳥越山（国の名勝「男神岩・女神岩・鳥越山」）
  - 旧朴舘家住宅（国の重要文化財）
  - 萬代舘（国の登録有形文化財。岩手県北で唯一残る映画館）
  - 西方寺毘沙門堂（岩手県指定有形文化財）
  - 一戸城（一戸公園）

### 観光スポット

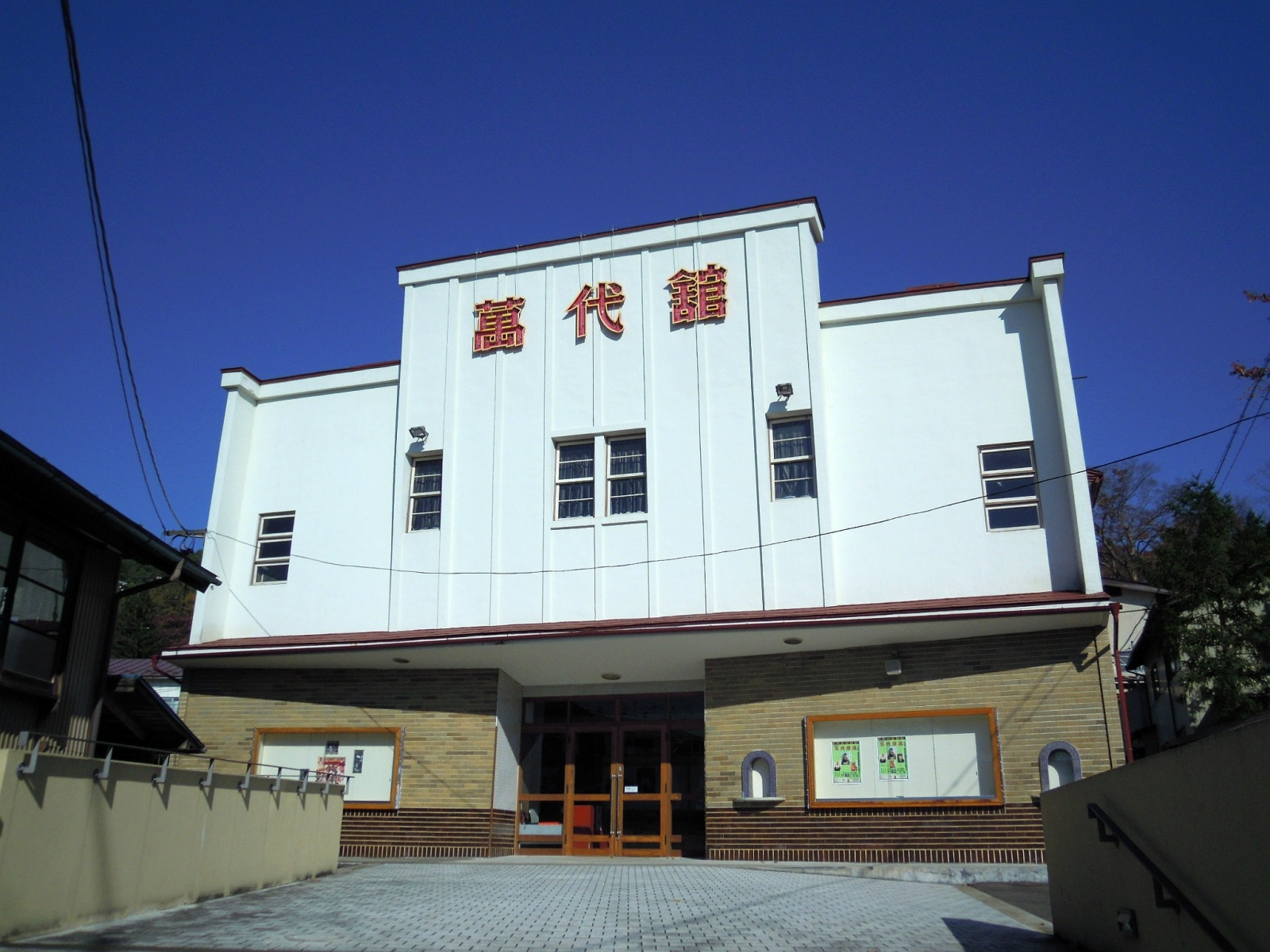
萬代舘

- 御所野縄文公園 史跡公園
- 奥中山高原スキー場
  - 奥中山高原温泉
- いわて子どもの森 岩手県立児童館

### 温泉
- 奥中山高原温泉
- 来田温泉
- 宮田温泉

### 建造物
- 一戸南小学校（安藤忠雄設計）
- きききのつりはし（仙田満設計。支柱が一本だけの曲線を描く木製歩道橋。）
- わわわのどぉ〜も（木製ドーム型建造物、一部RC）
- 一戸町観光天文台（黒川紀章設計）

### 祭事
- 一戸まつり（8月末。岩手県北部で最初に行われる秋祭り。）
- 産業まつり（10月下旬）
- 高森高原まつり（毎年6月上旬）
- こずや藤まつり（毎年5月下旬)

## TVチャンネル・ラジオ周波数
- 当町内のTVチャンネルとFMラジオ周波数は、IGR線を跨ぐ西田子跨線橋を境に異なっており、北部（町中心部）地区の世帯は折爪岳（二戸局）に、南部（奥中山・宇別地区）の世帯は紫波新山（盛岡親局）に各々TVアンテナを向けている。近年は折爪岳からの電波が届きにくい小鳥谷地区や高善寺・向町地区をカバーするギャップフィラー方式の地デジ中継局が当町内に2局開局した（一戸野田デジタルテレビ中継局と一戸姉帯テレビ中継局。物理チャンネルは折爪岳と同じ）。アナログTV時代は折爪岳からの電波が届きにくい町内の一部地区（向町・本町・小繋地区など）が共同受信組合を設立して共同アンテナにより視聴していた。
- FMラジオは奥中山・宇別地区は紫波新山のNHK-FM・FM岩手の電波を、北部地区はNHK-FM・FM岩手、及び2016年12月23日に二戸FM中継局を開局させたIBCラジオと共に、二戸中継局の電波を受信する。町中心部及び二戸市境付近の鳥越地区では他に二戸市のコミュニティFM局のカシオペアFMが受信可能である。
- AMラジオは盛岡親局（IBC岩手放送矢巾ラジオ送信所及びNHK矢巾ラジオ放送所）を受信するが、当町内は山間部が多いため場所により聞こえにくくなる（加えて夜間は遠方他地域局との混信がひどくなるため、特にアナログ選局式ラジオでは夜間に地元在盛AM局の音声を見つけ出すのが困難である）。こうした難聴取を解消するためにIBCラジオについては2006年1月23日より二戸市のコミュニティFM局「カシオペアFM」がIBC自社制作番組の一部を再送信し、さらに2016年12月23日には先述のIBC二戸FM中継局が開局した。なお、NHKラジオ第1・第2については2016年12月末現在、盛岡親局の出力増力や二戸地区への新中継局設置予定は無い。
  - 当町内を通っている幹線道路トンネルのうち国道4号は笹目子トンネル内で、八戸自動車道は一戸トンネルと折爪トンネル内で在盛AM盛岡親局（IBC:684kHz、NHK盛岡第1:531kHz、NHK盛岡第2:1386kHz）が各々再送信されている。
- 当町北部では隣県のRABラジオも八戸局1485kHz経由で受信可能（2014年10月1日より「radikoプレミアム」にも参加）。

## 出身有名人
- 赤屋敷信一（政治家）
- 柴田義男（政治家）
- 東山重雄（政治家、作詞家）
- 柴田勝治（日本オリンピック委員会委員長）
- のなかみのる（漫画家）
- 穴久保幸作（漫画家）
- 舟越保武（彫刻家）
- 戸田信子（フリーアナウンサー、元IBCアナウンサー）
- 福盛田悠（宮城テレビ放送アナウンサー）
- 小田野柏（プロ野球選手）
- 西舘勇陽(プロ野球選手)
- 中沢慶子（AV女優）